# Hagaz
Hagaz  est une ville en Érythrée, capitale du district de Hagaz dans la région d’Anseba.